# ونكيات الشكل
ونكيات الشكل (الاسم العلمي: Littorinimorpha) هي تحت رتبة من الحيوانات تتبع رتيبة بطنيات الأرجل العالية من رتبة الصدفيات الماصة.

## التصنيف
- الونكينات
  - الونكات
    - الونكاوات
      - الونكة